# Eerste divisie 1980/81 (nacompetitie)/Wedstrijden
Het Nederlandse Eerste divisie voetbal uit het seizoen 1980/81 kende aan het einde van de reguliere competitie een nacompetitie. De vier periodekampioenen streden om promotie naar de Eredivisie.
Winnaar van deze negende editie werd De Graafschap.

## Speelronde 1
|                   |                       |       |                    |                                                                                   |
| 3 juni 1981 19:30 | FC Den Bosch          | 1 – 1 | De Graafschap      | Stadion: De Vliert, 's-Hertogenbosch Toeschouwers: 6.500 Scheidsrechter: Bart Ram |
| 3 juni 1981 19:30 | Wim van der Horst 38' |       | 58' Frank Delleman | Stadion: De Vliert, 's-Hertogenbosch Toeschouwers: 6.500 Scheidsrechter: Bart Ram |
| 3 juni 1981 19:30 |                       |       |                    | Stadion: De Vliert, 's-Hertogenbosch Toeschouwers: 6.500 Scheidsrechter: Bart Ram |
| 3 juni 1981 19:30 |                       |       |                    | Stadion: De Vliert, 's-Hertogenbosch Toeschouwers: 6.500 Scheidsrechter: Bart Ram |
|                   |                       |       |                    |                                                                                   |

|                   |                  |       |                 |                                                                               |
| 3 juni 1981 19:30 | DS '79           | 1 – 1 | sc Heerenveen   | Stadion: Krommedijk, Dordrecht Toeschouwers: 9.000 Scheidsrechter: Bep Thomas |
| 3 juni 1981 19:30 | Hakim Braham 42' |       | 53' Eddy Bosman | Stadion: Krommedijk, Dordrecht Toeschouwers: 9.000 Scheidsrechter: Bep Thomas |
| 3 juni 1981 19:30 |                  |       |                 | Stadion: Krommedijk, Dordrecht Toeschouwers: 9.000 Scheidsrechter: Bep Thomas |
| 3 juni 1981 19:30 |                  |       |                 | Stadion: Krommedijk, Dordrecht Toeschouwers: 9.000 Scheidsrechter: Bep Thomas |
|                   |                  |       |                 |                                                                               |

## Speelronde 2
|                   |                                    |       |                  |                                                                                     |
| 6 juni 1981 19:30 | De Graafschap                      | 2 – 1 | DS '79           | Stadion: De Vijverberg, Doetinchem Toeschouwers: 9.500 Scheidsrechter: Henk Weerink |
| 6 juni 1981 19:30 | Joh van Zoest 12' Ben Rietveld 41' |       | 51' Ton Witbaard | Stadion: De Vijverberg, Doetinchem Toeschouwers: 9.500 Scheidsrechter: Henk Weerink |
| 6 juni 1981 19:30 |                                    |       |                  | Stadion: De Vijverberg, Doetinchem Toeschouwers: 9.500 Scheidsrechter: Henk Weerink |
| 6 juni 1981 19:30 |                                    |       |                  | Stadion: De Vijverberg, Doetinchem Toeschouwers: 9.500 Scheidsrechter: Henk Weerink |
|                   |                                    |       |                  |                                                                                     |

|                   |                   |       |                |                                                                                          |
| 6 juni 1981 19:30 | sc Heerenveen     | 1 – 1 | FC Den Bosch   | Stadion: Sportpark Noord, Heerenveen Toeschouwers: 11.000 Scheidsrechter: Charles Corver |
| 6 juni 1981 19:30 | Jan Schulting 46' |       | 25' Arie Kroon | Stadion: Sportpark Noord, Heerenveen Toeschouwers: 11.000 Scheidsrechter: Charles Corver |
| 6 juni 1981 19:30 |                   |       |                | Stadion: Sportpark Noord, Heerenveen Toeschouwers: 11.000 Scheidsrechter: Charles Corver |
| 6 juni 1981 19:30 |                   |       |                | Stadion: Sportpark Noord, Heerenveen Toeschouwers: 11.000 Scheidsrechter: Charles Corver |
|                   |                   |       |                |                                                                                          |

## Speelronde 3
|                    |                |       |                                               |                                                                                             |
| 10 juni 1981 19:30 | FC Den Bosch   | 1 – 3 | DS '79                                        | Stadion: De Vliert, 's-Hertogenbosch Toeschouwers: 8.500 Scheidsrechter: Chris van der Laar |
| 10 juni 1981 19:30 | Piet Kamps 87' |       | 31' Epi Drost 60' Anne Evers 86' Hakim Braham | Stadion: De Vliert, 's-Hertogenbosch Toeschouwers: 8.500 Scheidsrechter: Chris van der Laar |
| 10 juni 1981 19:30 |                |       |                                               | Stadion: De Vliert, 's-Hertogenbosch Toeschouwers: 8.500 Scheidsrechter: Chris van der Laar |
| 10 juni 1981 19:30 |                |       |                                               | Stadion: De Vliert, 's-Hertogenbosch Toeschouwers: 8.500 Scheidsrechter: Chris van der Laar |
|                    |                |       |                                               |                                                                                             |

|                    |               |       |               |                                                                                            |
| 10 juni 1981 19:30 | De Graafschap | 0 – 0 | sc Heerenveen | Stadion: De Vijverberg, Doetinchem Toeschouwers: 11.000 Scheidsrechter: Henk van Ettekoven |
| 10 juni 1981 19:30 |               |       |               | Stadion: De Vijverberg, Doetinchem Toeschouwers: 11.000 Scheidsrechter: Henk van Ettekoven |
| 10 juni 1981 19:30 |               |       |               | Stadion: De Vijverberg, Doetinchem Toeschouwers: 11.000 Scheidsrechter: Henk van Ettekoven |
| 10 juni 1981 19:30 |               |       |               | Stadion: De Vijverberg, Doetinchem Toeschouwers: 11.000 Scheidsrechter: Henk van Ettekoven |
|                    |               |       |               |                                                                                            |

## Speelronde 4
|                    |              |       |                                                          |                                                                                  |
| 13 juni 1981 19:30 | DS '79       | 1 – 3 | FC Den Bosch                                             | Stadion: Krommedijk, Dordrecht Toeschouwers: 9.500 Scheidsrechter: Egbert Mulder |
| 13 juni 1981 19:30 | Cor Lems 25' |       | 8' Arie Kroon 56' Hennie van Grinsven 73' Gerard Aichorn | Stadion: Krommedijk, Dordrecht Toeschouwers: 9.500 Scheidsrechter: Egbert Mulder |
| 13 juni 1981 19:30 |              |       |                                                          | Stadion: Krommedijk, Dordrecht Toeschouwers: 9.500 Scheidsrechter: Egbert Mulder |
| 13 juni 1981 19:30 |              |       |                                                          | Stadion: Krommedijk, Dordrecht Toeschouwers: 9.500 Scheidsrechter: Egbert Mulder |
|                    |              |       |                                                          |                                                                                  |

|                    |                  |       |               |                                                                                      |
| 13 juni 1981 19:30 | sc Heerenveen    | 1 – 0 | De Graafschap | Stadion: Sportpark Noord, Heerenveen Toeschouwers: 12.000 Scheidsrechter: Jan Keizer |
| 13 juni 1981 19:30 | Jan Schulting 4' |       |               | Stadion: Sportpark Noord, Heerenveen Toeschouwers: 12.000 Scheidsrechter: Jan Keizer |
| 13 juni 1981 19:30 |                  |       |               | Stadion: Sportpark Noord, Heerenveen Toeschouwers: 12.000 Scheidsrechter: Jan Keizer |
| 13 juni 1981 19:30 |                  |       |               | Stadion: Sportpark Noord, Heerenveen Toeschouwers: 12.000 Scheidsrechter: Jan Keizer |
|                    |                  |       |               |                                                                                      |

## Speelronde 5
|                    |                                                             |       |               |                                                                                         |
| 17 juni 1981 19:30 | FC Den Bosch                                                | 4 – 1 | sc Heerenveen | Stadion: De Vliert, 's-Hertogenbosch Toeschouwers: 11.500 Scheidsrechter: Gerard Geurds |
| 17 juni 1981 19:30 | Hennie van Grinsven 45' Arie Romijn 51', 57' Arie Kroon 77' |       | 82' René Smit | Stadion: De Vliert, 's-Hertogenbosch Toeschouwers: 11.500 Scheidsrechter: Gerard Geurds |
| 17 juni 1981 19:30 |                                                             |       |               | Stadion: De Vliert, 's-Hertogenbosch Toeschouwers: 11.500 Scheidsrechter: Gerard Geurds |
| 17 juni 1981 19:30 |                                                             |       |               | Stadion: De Vliert, 's-Hertogenbosch Toeschouwers: 11.500 Scheidsrechter: Gerard Geurds |
|                    |                                                             |       |               |                                                                                         |

|                    |                               |       |                                                      |                                                                                   |
| 17 juni 1981 19:30 | DS '79                        | 2 – 3 | De Graafschap                                        | Stadion: Krommedijk, Dordrecht Toeschouwers: 5.500 Scheidsrechter: Charles Corver |
| 17 juni 1981 19:30 | Geert Jansen 22' Cor Lems 26' |       | 28' Joh van Zoest 59' Rob Kelderman 89' Ben Hulshoff | Stadion: Krommedijk, Dordrecht Toeschouwers: 5.500 Scheidsrechter: Charles Corver |
| 17 juni 1981 19:30 |                               |       |                                                      | Stadion: Krommedijk, Dordrecht Toeschouwers: 5.500 Scheidsrechter: Charles Corver |
| 17 juni 1981 19:30 |                               |       |                                                      | Stadion: Krommedijk, Dordrecht Toeschouwers: 5.500 Scheidsrechter: Charles Corver |
|                    |                               |       |                                                      |                                                                                   |

## Speelronde 6
|                    |                            |       |              |                                                                                      |
| 20 juni 1981 19:30 | De Graafschap              | 2 – 0 | FC Den Bosch | Stadion: De Vijverberg, Doetinchem Toeschouwers: 13.000 Scheidsrechter: Henk Weerink |
| 20 juni 1981 19:30 | Boudewijn de Geer 30', 67' |       |              | Stadion: De Vijverberg, Doetinchem Toeschouwers: 13.000 Scheidsrechter: Henk Weerink |
| 20 juni 1981 19:30 |                            |       |              | Stadion: De Vijverberg, Doetinchem Toeschouwers: 13.000 Scheidsrechter: Henk Weerink |
| 20 juni 1981 19:30 |                            |       |              | Stadion: De Vijverberg, Doetinchem Toeschouwers: 13.000 Scheidsrechter: Henk Weerink |
|                    |                            |       |              |                                                                                      |

|                    |                                                                                   |       |                  |                                                                                              |
| 20 juni 1981 19:30 | sc Heerenveen                                                                     | 5 – 1 | DS '79           | Stadion: Sportpark Noord, Heerenveen Toeschouwers: 13.000 Scheidsrechter: Chris van der Laar |
| 20 juni 1981 19:30 | René Smit 22' Jos Heijne 45' Eddy Bosman 68' (pen.) Piet Boskma 78' Boy Nijgh 85' |       | 86' Hakim Braham | Stadion: Sportpark Noord, Heerenveen Toeschouwers: 13.000 Scheidsrechter: Chris van der Laar |
| 20 juni 1981 19:30 |                                                                                   |       |                  | Stadion: Sportpark Noord, Heerenveen Toeschouwers: 13.000 Scheidsrechter: Chris van der Laar |
| 20 juni 1981 19:30 |                                                                                   |       |                  | Stadion: Sportpark Noord, Heerenveen Toeschouwers: 13.000 Scheidsrechter: Chris van der Laar |
|                    |                                                                                   |       |                  |                                                                                              |

## Voetnoten
SC Amersfoort ·
FC Amsterdam ·
FC Den Bosch '67 ·
SC Cambuur ·
DS '79 ·
Eindhoven ·
Fortuna Sittard ·
De Graafschap ·
FC Haarlem ·
sc Heerenveen ·
Helmond Sport ·
Heracles '74 ·
SVV ·
Telstar ·
SC Veendam ·
Vitesse ·
FC Vlaardingen '74 ·
FC Volendam ·
FC VVV
Eredivisie

1960 · 1975 · 1987 · 1988
Eerste divisie

1973 · 1974 · 1975 · 1976 · 1977 · 1978 · 1979 · 1980 · 1981 · 1982 · 1983 · 1984 · 1985 · 1986 · 1987 · 1988 · 1989 · 1990 · 1991 · 1992 · 1993 · 1994 · 1995 · 1996 · 1997 · 1998 · 1999 · 2000 · 2001 · 2002 · 2003 · 2004 · 2005

Vanaf 2006 staan alle competities op 1 pagina.

2006 · 2007 · 2008 · 2009 · 2010 · 2011 · 2012 · 2013 · 2014 · 2015 · 2016 · 2017 · 2018 · 2019 · 2020 · 2021 · 2022 · 2023 · 2024